# Judah Lewis
Judah Lewis (2001. május 22. –) amerikai színész.
Olyan filmekben szerepelt, mint a Darabokban (2015), A bébiszitter (2017) és A bébiszitter – A kárhozottak királynője (2020).

## Élete és pályafutása
Lewis Hara és Mark Lewis színésztanárok fia.
2014-ben Lewis szerepelt Lauren Ambrose főszereplésével készült Érzelmek háborúja televíziós filmben. 2015 májusában Lewis azon hat színész közé került, akik esélyesek voltak a Pókember: Hazatérés (2017) főszerepére (ami végül Tom Hollandé lett). 2015-ben mellékszerepet töltött be a Darabokban című vígjáték-drámában, mely Jake Gyllenhaal főszereplésével készült. Továbbá a Holtpont című, szintén 2015-ös akcióthriller feldolgozásban is felbukkant a főszereplő, Johnny Utah fiatalkori énjeként. Még ebben az évben Samara Weaving mellett forgatta le A bébiszitter című horror-vígjátékot, melyben szektatagok vadásznak rá. Az elkészült filmet a Netflix 2016 decemberében megvásárolta, és 2017. október 13-án, pénteki napon jelent meg.
2018-ban Lewis a '84 nyara című kanadai misztikus-horrorban szerepelt. Mellékszerepet játszott a Karácsonyi krónikák Netflixes családi filmben, Kurt Russell főszereplésével. 2019-ben a Látlak című thrillerben tűnt fel Helen Hunttal együtt.
2020-ban ismét főszerepelt a Netflixen bemutatott A bébiszitter – A kárhozottak királynője című vígjáték-horrorfilmben. Továbbá Teddy szerepét is megismételte a Karácsonyi krónikák: Második részben

## Filmográfia

### Film
| Év   | Magyar cím                               | Eredeti cím                  | Szerep               | Magyar hang   |
| ---- | ---------------------------------------- | ---------------------------- | -------------------- | ------------- |
| 2015 | Darabokban                               | Demolition                   | Chris Moreno         | Nagy Gereben  |
| 2015 | Holtpont                                 | Point Break                  | Johnny Utah fiatalon | Csémy Balázs  |
| 2017 | A bébiszitter                            | The Babysitter               | Cole Johnson         | Straub Martin |
| 2018 | ’84 nyara                                | Summer of 84                 | Tommy "Eats" Eaton   |               |
| 2018 | Karácsonyi krónikák                      | The Christmas Chronicles     | Teddy Pierce         | Nagy Gereben  |
| 2019 | Látlak                                   | I See You                    | Connor Harper        | Baráth István |
| 2020 | A bébiszitter – A kárhozottak királynője | The Babysitter: Killer Queen | Cole Johnson         | Straub Martin |
| 2020 | Karácsonyi krónikák: Második rész        | The Christmas Chronicles 2   | Teddy Pierce         | Nagy Gereben  |
| 2023 |                                          | Suitable Flesh               | Asa Waite            |               |

### Televízió
| Év   | Magyar cím              | Eredeti cím       | Szerep              | Megjegyzések |
| ---- | ----------------------- | ----------------- | ------------------- | ------------ |
| 2014 | Érzelmek háborúja       | Deliverance Creek | Caleb Barlow        | tévéfilm     |
| 2015 | CSI: Cyber helyszínelők | CSI: Cyber        | Denny Metz          | 1 epizód     |
| 2016 | A múlt fogságában       | Game of Silence   | Gil Harris fiatalon | 6 epizód     |